# Andrés Díaz (Fußballspieler, 1995)
Andrés Eduardo Díaz Durán (* 4. Januar 1995 in Santiago de Chile) ist ein chilenischer Fußballspieler auf der Position des zentralen Mittelfeldspielers.

## Karriere
Andrés Díaz schaffte zwar 2015 den Sprung aus der Jugend zu den Profis des CD Universidad Católica, kam aber in der Liga nie für den Verein zum Einsatz. Bei Deportes Valdivia debütierte der zentrale Mittelfeldspieler, der auch defensiv eingesetzt wurde. Durch seine guten Leistungen wurde er an den CD Palestino in der Primera División verliehen, für den er allerdings nur zwei Mal in der Liga auflief. Danach spielte er wieder überwiegend für Klubs in der Primera B. Von 2024 bis 2025 lief Díaz für San Luis auf.
Im März 2025 wechselte er zu Santiago City.